# Harriett Philipson
Harriett Philipson, född 29 mars 1925 i Stockholm, död 22 november 2013 i Vantörs församling, Stockholm, var en svensk skådespelare.
Philipson var engagerad som revyskådespelerska vid Odeonteatern. Hon filmdebuterade 1941 och kom att medverka i drygt 15 filmer. Hon var dotter till skådespelaren Harry Philipson. Hon var gift med skådespelaren Walter Sarmell 1947–1952 och med Kjell Svahlstedt 1953–1957.
Harriett Philipson är gravsatt i minneslunden på Skogskyrkogården i Stockholm.

## Filmografi
- 1941 – Lärarinna på vift
- 1942 – Ta hand om Ulla
- 1944 – Flickan och Djävulen
- 1944 – Stopp! Tänk på något annat
- 1944 – Den heliga lögnen
- 1944 – Örnungar
- 1945 – Brott och straff
- 1946 – Rötägg
- 1947 – Krigsmans erinran
- 1949 – Smeder på luffen
- 1950 – Kanske en gentleman
- 1950 – Påhittiga Johansson
- 1953 – Fartfeber

## Teater

### Roller
| År   | Roll        | Produktion                                                          | Regi          | Teater                      |
| ---- | ----------- | ------------------------------------------------------------------- | ------------- | --------------------------- |
| 1947 |             | Tänk om jag gifter mig med August Gideon Wahlberg och Werner Ohlson | Werner Ohlson | Tantolundens friluftsteater |
| 1948 | Medverkande | Välj Odéon, revy Charles Henry, Karl-Ewert och Werner Ohlson        | Werner Ohlson | Odeonteatern, Stockholm     |
| 1949 | Medverkande | Färg över stan, revy Charles Henry, Karl-Ewert och Werner Ohlson    | Werner Ohlson | Odeonteatern, Stockholm     |
| 1950 | Medverkande | Folk i farten, revy Karl-Ewert                                      | Werner Ohlson | Odeonteatern, Stockholm     |
| 1951 | Medverkande | De' som gömmes i snö, revy Karl-Ewert                               | Werner Ohlson | Odeonteatern, Stockholm     |
| 1951 | Medverkande | Född i år, revy Karl-Ewert                                          | Werner Ohlson | Odeonteatern, Stockholm     |
| 1952 | Medverkande | Kom som du ä', revy Karl-Ewert                                      | Werner Ohlson | Odeonteatern, Stockholm     |